# مقدمه
مقدمه، پیش‌گفتار یا پیش‌درآمد آغاز هر کاری یا چیزی را گویند برای نمونه بخش پیش‌رو در یک لشکر، یا بخش آغازین یک کتاب. برپایهٔ فرهنگ دهخدا و عمید واژهٔ پیش‌گفتار، هم‌معنی مقدمه می‌باشد.